# 24386 McLindon
24386 McLindon (tên chỉ định: 2000 AV172) là một tiểu hành tinh vành đai chính. Nó được phát hiện bởi dự án Nghiên cứu tiểu hành tinh gần Trái Đất Lincoln ở Socorro, New Mexico, ngày 7 tháng 1 năm 2000. Nó được đặt theo tên Bonnie Joyce McLindon, an American high school student whose earth và planetary science project won first place ở the 2008 Giải thưởng Khoa học và Kỹ thuật Intel.